# Julio Herrera y Reissig
Julio Herrera y Reissig (Montevideo, 9 de gener de 1875 - ídem, 9 de març de 1910) fou un poeta uruguaià iniciat en el Romanticisme tardà i capdavanter de l'avantguarda modernista en la literatura uruguaiana.

## Biografia
Fill del Dr. Manuel Herrera y Obes i nebot del ministre i més tard president de la República, Julio Herrera y Obes, va ser membre d'una família patrícia uruguaiana, de situació econòmica esplaiada i connexions importants en l'àmbit social i cultural.
L'única condicionament material de Julio Herrera y Reissig va ser la seva precària salut. El 1892, als disset anys, ha d'abandonar els estudis formals a causa d'una malaltia cardíaca congènita, agreujada al contagiar-se de febre tifoide. Aquesta circumstància li impedeix a més qualsevol tipus de viatges, excepte una breu visita a Buenos Aires i curtes visites a ciutats de l'interior de l'Uruguai.
L'experiència mundana és substituïda per la seva condició d'àvid lector i, a partir de 1900, conduïx reunions literàries des de l'àtic de la mansió familiar a Montevideo, coneguda com La Torre de los Panoramas a causa de les importants vistes que des d'allí es tenien al Riu de la Plata.
Allí comença l'evolució des del romanticisme cap a l'avantguarda modernista i surrealista que el convertiria pòstumament en una referència obligada de la poesia llatinoamericana de l'època, al costat de Leopoldo Lugones, Ricardo Jaimes Freyre i Salvador Díaz Mirón.

Mor a Montevideo a la primerenca edat de 35 anys, mentre que la publicació de les seves obres i el consegüent reconeixement literari es produirà anys després. L'escriptor i crític literari uruguaià Ángel Rama (1926-1983) va expressar el següent: 
| « | En poc menys de deu anys i àdhuc movent-se en el més estrepitós i superficial basar art nouveau, va crear una lírica de subtil sensibilitat moderna, d'impecable precisió lingüística. | » |

## Obra
Herrera y Reissig va escriure ficció, assaigs polítics i moltes altres obres, però és sobretot reconegut per la seva producció poètica.
- Canto a Lamartine (1898)
- Epílogo wagneriano a "La política de fusión" con surtidos de psicología sobre el Imperio de Zapicán (1902)
- Las pascuas del tiempo (1902)
- Los maitines de la noche (1902)
- La vida (1903)
- Los parques abandonados (1902-1908)
- Los éxtasis de la montaña (1904-1907)
- Sonetos vascos (1908)
- Las clepsidras (1909)
- La torre de las esfinges (1909)
- Los peregrinos de piedra (1909)
- Tratado de la imbecilidad del país, por el sistema de Herbert Spencer (escrit entre 1900 i 1902, editat per primera vegada el 2006 per Aldo Mazzucchelli.)